# المعمل القومي للصحة العامة
المختبر الوطني للصحة العامة هو مختبر للصحة العامة في السودان كان يُعرف سابقًا باسم مختبرات ستاك للأبحاث الطبية منذ إنشائها عام 1927 حتى أبريل 1969. تم إنشاء مختبرات ستاك للأبحاث الطبية لتكريم السير لي ستاك. قاد مديرون مثل إيريك س. هورغان، وروبرت كيرك، ومنصور علي حسيب أبحاثًا حيوية حول الأمراض المتوطنة مثل داء الليشمانيات، والحمى الصفراء، وتطوير لقاح الجدري.
وفي عام 1969، أصبحت المختبرات الصحية الوطنية، مركزًا مهمًا للأبحاث الطبية يضم أقسامًا وانتماءات متنوعة مع مجلس البحوث الطبية السوداني. وبمرور الوقت، وسعت دورها، فأجرت عمليات التشخيص، وإنتاج اللقاحات، وإجراء أبحاث مكثفة حول أمراض مثل الملاريا، والحمى الصفراء، وغيرها. يعد المختبر مركزًا بارزًا للتعليم الطبي والتدريب والأبحاث، حيث يتعاون مع العديد من المؤسسات ويساهم بشكل كبير في مشهد الرعاية الصحية في السودان. ومع ذلك، في الآونة الأخيرة، واجه المختبر تحديات شديدة خلال الثورة السودانية والصراع في السودان عام 2023، مما اضطر إلى الانتقال إلى بورتسودان بسبب الدمار الناجم عن الحرب.

## موقع
يحتل المعمل القومي للصحة العامة (المختبر) موقعاً متميزاً في قلب العاصمة الخرطوم، يمتد على مساحة كبيرة، يحده من الغرب المقر الرئيسي لسكك حديد السودان، ومن الغرب شارع القصر الجمهوري وسط الخرطوم، ومن الغرب شارع القصر الجمهوري وسط الخرطوم، ومن الغرب شارع القصر الجمهوري وسط الخرطوم. ومن الشمال يجاور مستشفى الخرطوم التعليمي ومستشفى الخرطوم للأورام.

## تاريخ
كانت مختبرات ستاك للأبحاث الطبية فرعًا من مختبرات ويلكوم للأبحاث الاستوائية (1903–1935)، وتم تأسيسها في عام 1927 لتكريم السير لي ستاك، أحد أفراد الجيش البريطاني. ضابط وحاكم عام للسودان المحتل من قبل الأنجلومصريين بين عام 1917 وحتى اغتياله عام 1924. وبتمويل منحة قدرها 24,000 جنيه مصري من لجنة صندوق تعويض السير لي ستاك، تم تجهيز المعامل لإجراء أبحاث تتناول قضايا الصحة العامة في البلاد.
كان المختبر يضم في البداية الوحدة البكتريولوجية لمختبرات ويلكوم للأبحاث الاستوائية، وأصبح فيما بعد جزءًا أساسيًا من الخدمة الطبية السودانية بحلول 1 أبريل 1935، حيث عمل إريك س. هورغان كمدير مساعد للأبحاث. كان المختبر جزءًا من مختبرات ويلكوم الكيميائية وعلم الحشرات الطبية في ود مدني، اللذين شكلا ثلاثيًا في البحث الطبي.
في عام 1949، تقاعد هورغان من منصبه وحل محله روبرت كيرك الذي حصل على وسام تشالمرز للطب الاستوائي والنظافة في عام 1943 شهد العام نفسه إنشاء وزارة الصحة الاتحادية. ركز بحث كيرك بشكل أساسي على الأمراض السودانية السائدة مثل داء الليشمانيات والحمى الراجعة والحمى الصفراء. أصبح فيما بعد أستاذاً متفرغاً لعلم الأمراض في كلية الطب بجامعة الخرطوم عام 1952، وخلفه منصور علي حسيب الذي أصبح أول مدير سوداني للمختبر.

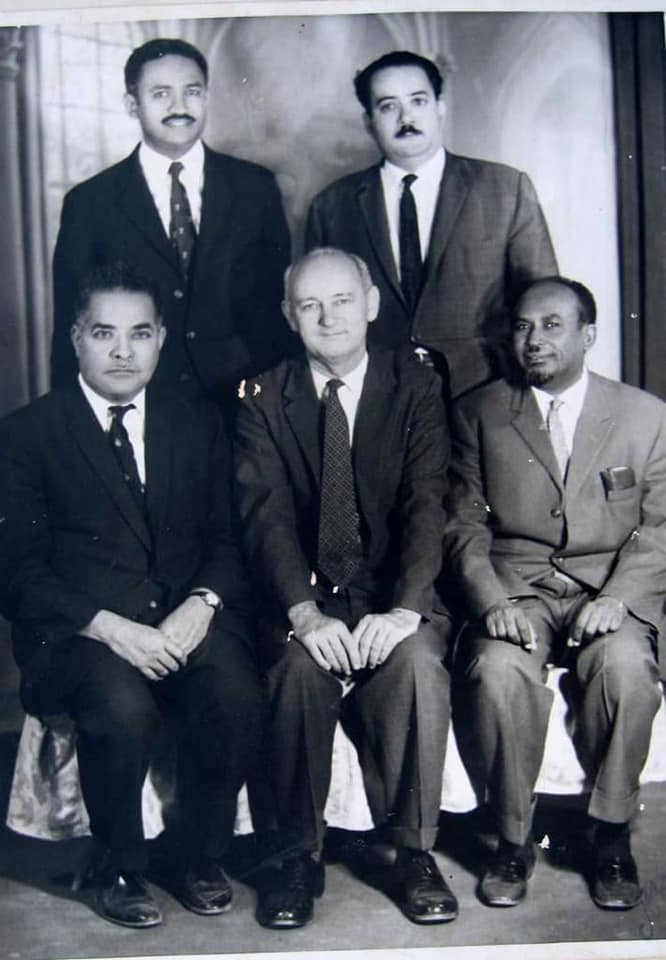
الصف الأول من اليسار منصور حسيب وإتش في مورجان ومحمد حمد ساتي. الصف الثاني أقصى اليسار أحمد محسن الحسن 1965.

حسيب، الذي يعتبر "الأب الروحي للطب المخبري في السودان"، أجرى أبحاثًا حول العديد من الأمراض المتوطنة وتعاون في تجارب ناجحة فيما يتعلق بإنتاج لقاح الجدري. بالتعاون مع باحثين من مؤسسة روكفلر، أجرى حسيب مسوحات مصلية عن الحمى الصفراء في عام 1954. كما قدم حسيب سياسة موحدة لتدريب مساعدي المختبرات في جميع أنحاء البلاد وبدء برنامج تدريب الفنيين في عام 1953. في عام 1960، بدأت وحدة الأبحاث الطبية الثالثة التابعة للبحرية الأمريكية تحقيقًا شاملاً حول داء الليشمانيات الحشوي في مقاطعة بحر الغزال، والذي استمر حتى عام 1964.
في عام 1963، ترك حسيب ستاك ليصبح أستاذًا لعلم الأحياء الدقيقة والطفيليات،  وأول عميد سوداني لكلية الطب بجامعة الخرطوم. وخلفه محمد حمد ساتي. أجرى ساتي دراسات مكثفة على داء الليشمانيات والتهاب الكبد الوبائي أ والعديد من الأمراض السائدة الأخرى. وفي المختبرات، قام بصياغة خطط لتدريب خريجي بكالوريوس العلوم في المملكة المتحدة في موضوعات الطب الحيوي مثل داء البلهارسيات وعلم الحشرات. وكانت الأطروحات التي أنتجها هؤلاء الخريجون، إلى جانب آخرين، مفيدة للمبادرات البحثية التي تدعمها وزارة الصحة السودانية.
في عام 1968، تم استبدال ساتي بمحمود عبد الرحمن زيادة، الذي شارك في الأبحاث والإجراءات المعيارية في المختبر حتى نقله إلى المرافق المشيدة حديثًا والتي سميت بالمختبر الصحي الوطني في أبريل 1969. وعملت زيادة مديرة حتى عام 1973.
بدأت خطط توسيع وإعادة تنظيم مختبرات Stack للأبحاث الطبية في الستينيات، حيث بدأ البناء في عام 1964. بدأت مختبرات الصحة الوطنية عملياتها في أبريل 1969. يقع المبنى الجديد بجوار مباني معمل استاك للبحوث الطبية القديمة، ويمتد المبنى الجديد المكون من خمسة طوابق على مساحة 9,000 متر مربع (97,000 قدم2). وبلغت تكلفة إنشاء هذه المختبرات الصحية الوطنية ما يزيد قليلاً عن مليوني دولار، بتمويل من الحكومة.
في عام 2019، أعلن مختبر الصحة الوطني عن خطط لوضع سياسة ومعايير وطنية للمختبرات في السودان، بدعم من منظمة الصحة العالمية حيث سعى المختبر للحصول على اعتراف منظمة الصحة العالمية لأمراض محددة وخطط للتدريب على نطاق واسع على نظام الجودة. وتشمل المبادرة قطاعات مختلفة وتركز على تحسين شروط الخدمة للاحتفاظ بالموظفين.

### الثورة السودانية
خلال الثورة السودانية 2018-2019 وانتقال السودان إلى الديمقراطية، استمرت الاحتجاجات المطالبة بإجراء تحقيق في مذبحة الخرطوم في 3 يونيو 2019. فرقت الشرطة بالقوة الوقفة الاحتجاجية التي استضافها موظفو المختبر في يونيو 2023. وأدان تجمع المهنيين السودانيين ما وصفه بالوحشية العنيفة، محذرا من المساس بمقدرات البلاد.
وأعلنت نقابة الأطباء السودانية، في 17 مارس 2022، أن قوة من القوات الأمنية اقتحمت، في 17 مارس، بنك الدم المركزي بالمستشفى الوطني، وحطمت نوافذ أبوابه، وأرهبت العاملين فيه، وسرقت هواتفهم تحت تهديد السلاح.
وفي اليوم التالي قام عضو مجلس السيادة الانتقالي رئيس اللجنة العليا للطوارئ الصحية عبد الباقي عبد القادر الزبير برفقة والي الخرطوم المكلف أحمد عثمان حمزة بزيارة للحزب الوطني وطلبوا المساعدة. المرافق المطلوب حمايتها وتأمينها. وتوقف عن إدانة الملحق ووصف المهاجمين بأنهم فصيل صغير لا يمثل كافة القوات النظامية. وكشف عبد الباقي أن التحقيقات ستوضح المسؤولين عن هذا الإجراء، ليتم محاسبتهم بشكل عاجل.
وفي اليوم التالي، انضمت لجان المقاومة بالجيش الوطني الشعبي إلى إضراب لجان المقاومة السودانية. ويطالبون بسحب الأفراد المسلحين من المرافق الصحية، ويرفضون تقديم الخدمات للقوات المسلحة، ويطالبون بقوانين حماية المرافق الطبية.

### حرب 2023
في 25 أبريل 2023 وأثناء نزاع السودان 2023، سيطرت القوات المسلحة على المختبر، وطردت موظفيها المسؤولين عن إدارة المخاطر البيولوجية. واحتوى المختبر على عزلات من فيروس شلل الأطفال وفيروس الحصبة وضمة الكوليرا. العوامل المسببة للأمراض الفتاكة شلل الأطفال والحصبة والكوليرا على التوالي. وأعرب ممثل منظمة الصحة العالمية في السودان عن مخاوفه بشأن المخاطر البيولوجية الكبيرة المرتبطة بهذا الوضع. علاوة على ذلك، سلطت منظمة الصحة العالمية الضوء على خطر انقطاع التيار الكهربائي الذي يهدد احتواء المواد البيولوجية وتخزين منتجات الدم.
في 27 أغسطس 2023، سلمت منظمة الصحة العالمية المعدات والموارد الأساسية إلى وزارة الصحة. ويهدف هذا الدعم إلى تعزيز قدرات مختبر الصحة العامة ببورتسودان بولاية البحر الأحمر، بهدف الارتقاء به إلى مستوى المختبر الوطني للصحة العامة. كان هذا التحول ضروريًا لأن المختبر في الخرطوم لم يكن يعمل منذ أبريل 2023 بسبب الصراع في السودان. تعتبر الوظائف الحيوية للمختبر حاسمة، خاصة خلال موسم الأمطار، عندما يتطلب تزايد خطر الفيضانات وتفشي الأمراض تعزيز قدرات التأهب لطوارئ الصحة العامة والاستجابة لها.
ومنذ 8 سبتمبر 2023، انتقلت قوات الجيش الوطني الفلبيني من الخرطوم، إلى بورتسودان شرقي البلاد، نتيجة تعرضها للتخريب والتدمير بسبب الحرب الدائرة هناك منذ 15 أبريل الماضي. وقد بدأت بتحليل وزراعة العينات الوبائية المنقولة من ولايات أخرى بالدولة.

## وظيفة
يضم المختبر أقسامًا مختلفة، بما في ذلك بنك الدم المركزي، وعلم الجراثيم، وعلم الأمراض، وعلم الأمراض الكيميائية، ومختبرات التحليل الحكومية، وأقسام علم الحشرات الطبية في وزارة الصحة. يساهم كل قسم في مختبرات الصحة الوطنية، بدرجات متفاوتة، في الأبحاث التي تتناول القضايا الطبية المرتبطة بالأمراض المتوطنة في السودان. بالإضافة إلى ذلك، يضم قسم الأحياء الدقيقة الطبية والطفيليات إلى جانب قسم علم الأمراض من كلية الطب بجامعة الخرطوم. ويعمل مجلس البحوث الطبية السوداني، وهو هيئة بحثية مستقلة تأسست عام 1970 بموجب مرسوم رئاسي، داخل المختبر.
شملت الأنشطة في المختبر تعليم طلاب الطب والموظفين المساعدين، وإجراء أعمال التشخيص الروتينية وإعداد اللقاحات، والبحث في الأمراض المتوطنة والوبائية،  مثل فيروس كورونا.   تهدف الأبحاث في المقام الأول إلى معالجة مشاكل محددة تتعلق بالأمراض المتوطنة أو المساعدة في تدابير مكافحة الأوبئة. تم إجراء المسوحات والتحقيقات حول أمراض مثل الملاريا والحمى الصفراء وداء الليشمانيات الحشوي والتهاب السحايا النخاعي والجدري وحمى التيفوئيد. وشملت الأنشطة الروتينية الفحوصات التشخيصية لعينات المرضى من المستشفيات وإعداد اللقاحات للأمراض مثل الجدري وداء الكلب والكوليرا والسل. بالإضافة إلى ذلك، شملت المبادرات التعليمية تدريس المواد الطبية المختلفة للطلاب في كلية الطب بجامعة الخرطوم، والطب الشرعي لطلاب الشرطة، وتدريب مساعدي وفنيي المختبرات، وتوفير التعليم المعملي في كلية التمريض بالخرطوم.

## المديرين
- 1935 - 1949 إيريك س. هورغان [6]
- 1949 – 1952 روبرت كيرك [6]
- 1952 – 1963 منصور علي حسيب [14]
- 1963 – 1968 محمد حمد ساتي [15]
- 1968 – 1973 محمود عبد الرحمن زيادة [6]
- 2019 عبد الله عبد الكريم [36]
- 2020 أبو بكر إبراهيم (تمثيل) [37] [38]
- 2021 فتحية آدم محمد صالح [39]
- 2022 – شاهيناز بدري [26] [40]

## أنظر ايضا
- المجلس القومي للتخصصات الطبية
- وزارة الصحة السودان